# Communauté de communes Entre Saône et Grosne
La communauté de communes Entre Saône et Grosne est une communauté de communes française, située dans le département de Saône-et-Loire et la région Bourgogne-Franche-Comté.

## Composition
La communauté de communes est composée des 23 communes suivantes :

| Nom                       | Code Insee | Gentilé      | Superficie (km2) | Population (dernière pop. légale) | Densité (hab./km2) |
| ------------------------- | ---------- | ------------ | ---------------- | --------------------------------- | ------------------ |
| Sennecey-le-Grand (siège) | 71512      | Sennecéens   | 26,76            | 2 911 (2022)                      | 109                |
| Beaumont-sur-Grosne       | 71026      | Biaumonais   | 7,82             | 333 (2022)                        | 43                 |
| Bissy-sous-Uxelles        | 71036      | Bissellois   | 3,1              | 68 (2022)                         | 22                 |
| Boyer                     | 71052      |              | 16,93            | 726 (2022)                        | 43                 |
| Bresse-sur-Grosne         | 71058      | Bressois     | 10,02            | 185 (2022)                        | 18                 |
| Champagny-sous-Uxelles    | 71080      | Champagnards | 5,05             | 84 (2022)                         | 17                 |
| Chapaize                  | 71087      | Chapaiziens  | 13,76            | 166 (2022)                        | 12                 |
| La Chapelle-de-Bragny     | 71089      | Chapellois   | 15,87            | 240 (2022)                        | 15                 |
| Cormatin                  | 71145      | Cormatinois  | 9,17             | 569 (2022)                        | 62                 |
| Curtil-sous-Burnand       | 71164      | Curtilois    | 8,34             | 139 (2022)                        | 17                 |
| Étrigny                   | 71193      | Étrignois    | 19,22            | 481 (2022)                        | 25                 |
| Gigny-sur-Saône           | 71219      | Gignerats    | 14,36            | 568 (2022)                        | 40                 |
| Jugy                      | 71245      | Jugerats     | 7,69             | 332 (2022)                        | 43                 |
| Laives                    | 71249      | Laivois      | 12,62            | 964 (2022)                        | 76                 |
| Lalheue                   | 71252      | Leurats      | 6,87             | 350 (2022)                        | 51                 |
| Malay                     | 71272      |              | 12,14            | 216 (2022)                        | 18                 |
| Mancey                    | 71274      | Mancéens     | 10,02            | 390 (2022)                        | 39                 |
| Montceaux-Ragny           | 71308      |              | 2,53             | 31 (2022)                         | 12                 |
| Nanton                    | 71328      | Nantonnais   | 14,03            | 654 (2022)                        | 47                 |
| Saint-Ambreuil            | 71384      |              | 18,26            | 525 (2022)                        | 29                 |
| Saint-Cyr                 | 71402      |              | 13,12            | 765 (2022)                        | 58                 |
| Savigny-sur-Grosne        | 71507      |              | 6,52             | 170 (2022)                        | 26                 |
| Vers                      | 71572      |              | 4,18             | 234 (2022)                        | 56                 |

## Historique
- Le 1er janvier 2014, la commune de Saint-Ambreuil quitte le Grand Chalon pour rejoindre la Communauté de communes Entre Saône et Grosne.
- Le 1er janvier 2017, avec la mise en place du nouveau schéma départemental de coopération intercommunale, la communauté de communes est étendue à certaines communes issues de la dissolution de la communauté de communes Entre la Grosne et le Mont-Saint-Vincent, et passe de 17 à 23 communes.

## Sources
- Schéma départemental de coopération intercommunale - Préfecture de Saône-et-Loire
- La base ASPIC